# Krasnousolski
Krasnousolski (en ruso: Красноусольский) es una ciudad de la república de Baskortostán, Rusia, ubicada cerca de la orilla derecha del río Belaya, que es un afluente del Kama, el cual, a su vez, lo es del Volga. Su población en el año 2010 era de 12 000 habitantes. Actualmente Krasnousolski es un famoso spa.